# Cristianesimo in Indonesia
Il cristianesimo in Indonesia è la seconda religione per diffusione nel Paese dopo l'islam, religione praticata dalla maggioranza della popolazione indonesiana. La libertà religiosa è garantita per le religioni riconosciute dallo stato, che oltre all'islam sono il cristianesimo, l'induismo, il buddhismo e il confucianesimo; il cristianesimo è tuttavia riconosciuto ufficialmente nelle sue due confessioni più rappresentative nel Paese, cioè il cattolicesimo e il protestantesimo, che vengono trattate come se fossero due religioni separate. Circa l'87% della popolazione indonesiana è di religione islamica, mentre i cristiani rappresentano circa il 10,% della popolazione. Il 70% dei cristiani indonesiani (pari al 7,0% della popolazione) appartiene ad una confessione protestante, mentre il rimanente 30% (pari al 3% della popolazione) è di confessione cattolica.

## Confessioni cristiane presenti

### Chiesa cattolica
La Chiesa cattolica in Indonesia fa parte della Chiesa cattolica mondiale, sotto la guida spirituale del Papa a Roma. Dal punto di vista territoriale, la Chiesa cattolica è organizzata con dieci sedi metropolitane (tra cui l'arcidiocesi di Giacarta) e 27 diocesi suffraganee. 

### Protestantesimo
Il protestantesimo si è diffuso in Indonesia nel periodo coloniale, grazie alle missioni della Chiesa riformata olandese e alle missioni luterane. La maggioranza dei protestanti appartiene alle Chiese riformate e alle Chiese luterane; le prime sono per lo più di orientamento calvinista o presbiteriano e sono affiliate alla Comunione mondiale delle Chiese riformate, mentre le Chiese luterane sono affiliate alla Federazione mondiale luterana. In Indonesia sono inoltre presenti battisti, metodisti, mennoniti, avventisti e pentecostali. 
Tra le denominazioni più importanti si possono citare:
- Huria Kristen Batak Protestant: di orientamento luterano, è la denominazione protestante più grande in Indonesia, con più di quattro milioni di membri;
- Chiesa protestante evangelica di Timor: di orientamento presbiteriano, è diffusa a Timor e nelle regioni orientali dell’Indonesia ed è la seconda denominazione protestante più diffusa in Indonesia, con più di due milioni di membri;
- Chiesa cristiana evangelica in Minahasa: di orientamento calvinista, è la maggiore denominazione protestante nel Sulawesi Settentrionale e conta circa 850.000 membri;
- Gereja Kristen Indonesia (Chiesa cristiana indonesiana), denominazione presbiteriana diffusa a Giava, conta circa 180.000 membri;
- Chiesa metodista in Indonesia: è affiliata al Consiglio metodista mondiale e conta più di 120.000 membri;
- Unione delle Chiese battiste indonesiane: è affiliata all’Alleanza mondiale battista e conta più di 45.000 membri;
- Chiesa mennonita giavanese: di orientamento mennonita, è presente a Giava;
- Chiesa Indonesiana Avventista del settimo giorno, denominazione avventista;
- Gereja Bethel Indonesia (Chiesa Indonesiana Bethel), denominazione pentecostale.